# Ortel Królewski Drugi
Ortel Królewski Drugi – wieś w Polsce położona w województwie lubelskim, w powiecie bialskim, w gminie Piszczac. Przez miejscowość przepływa Zielawa, rzeka dorzecza Bugu, dopływ Krzny.
W latach 1975–1998 miejscowość położona była w województwie bialskopodlaskim.
Wieś jest sołectwem w gminie Piszczac. W roku 2021 wieś liczyła 225 mieszkańców